# Бронислав Дембински
Бронѝслав Дембѝнски (на полски: Bronisław Dembiński) е полски историк и политик, професор и ректор на Лвовския университет, преподавател в Познанския университет, депутат в Австрийския райхсрат (1914 – 1918) и Законодателния сейм (1919 – 1920).
Изследовател на ранния период на новото време в Полша и Папството.

## Биография
Бронислав Дембински е роден на 14 август 1858 година в село Мала Коможа, близо до град Тухоля, в семейството на Непомуцена (с родово име Яшинска) и Теодор Дембински, герб Равич. През 1894 година сключва брак с Анеля Тил. Семейството се сдобива с три деца. От 1897 година е професор в Лвовския университет. Изпълнява длъжността ректор на университета в периода 1907 – 1908 година. През 1900 година е избран за член на Академията на знанията. В годините 1914 – 1918 е депутат в Държавния съвет (райсрат) на Австро-Унгария. След възстановяването на полската държава е депутат в Законодателния сейм (1919 – 1920). В 1923 година започва да преподава в Познанския университет.
Бронислав Дембински умира на 23 ноември 1939 година в Познан.

## Научни трудове
- Rzym i Europa przed rozpoczęciem trzeciego okresu soboru trydenckiego (1890)
- Papiestwo wobec upadku Polski (1893)